# Aeroport Internacional Luis Muñoz Marín
L'Aeroport Internacional Luis Muñoz Marín (codi IATA: SJU, codi OACI: TJSJ, codi FAA LID: SJU), també conegut com a Aeroport Internacional Isla Verde, és un aeroport civil-militar anomenat així pel primer governador democràticament electe de Puerto Rico. Està situat al municipi de Carolina a Puerto Rico, a cinc quilòmetres al sud-est de San Juan.
L'aeroport és propietat de l'Autoritat Portuaria de Puerto Rico, però gestionat per Aerostar Airport Holdings, una associació publicoprivada en régim de lloguer atorgat pel govern de Puerto Rico per operar i administrar l'aeroport durant 40 anys. SJU és el segon aeroport internacional privatitzat en els Estats Units.
El 22 d'agost de 2011 estigué afectat per les conseqüències de l'Huracà Irene que arribà a Puerto Rico amb pluges intenses i vents huracanats. En les primeres hores del 22 d'agost, l'aeroport va registrar la caiguda de 72,39 mm de pluja en un període de 24 hores i vents que van arribar als 66 km / h.

## Galeria

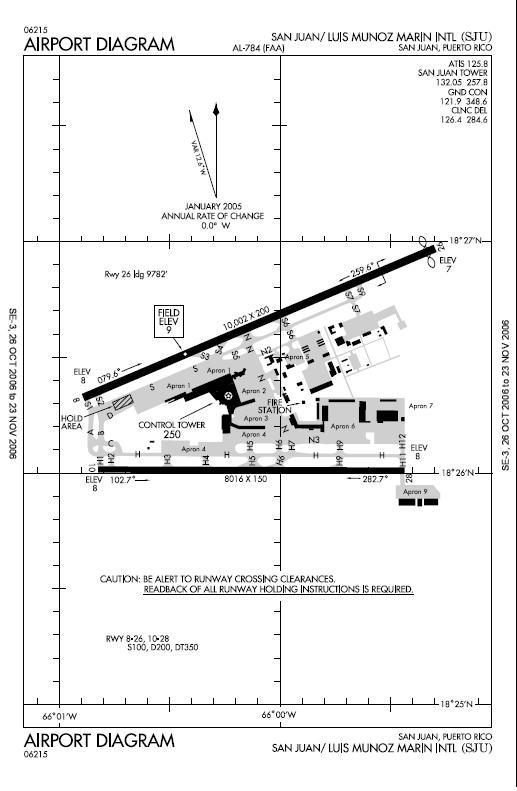
Plànol SJU
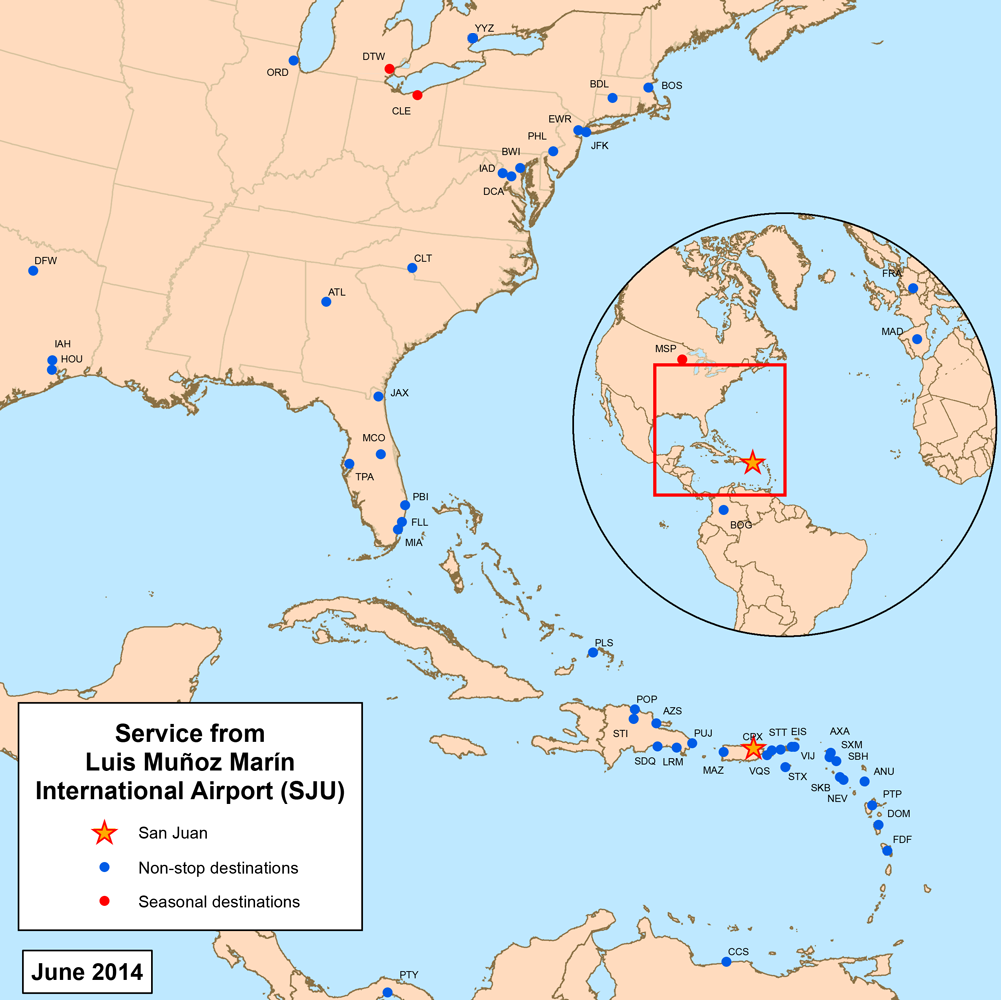
Destinacions directes des de SJU
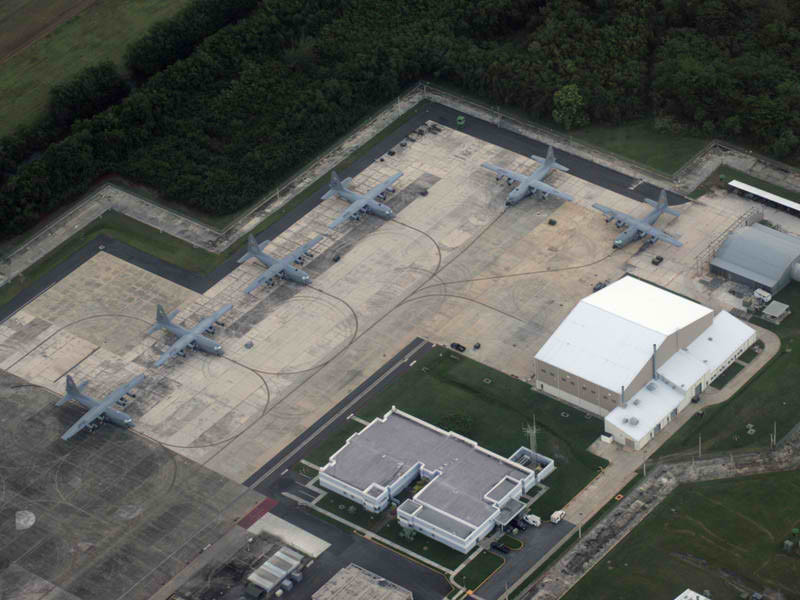
Avions C-130 Hercules a la Base Aèria de la Guàrdia Nacional Muñiz ANGB
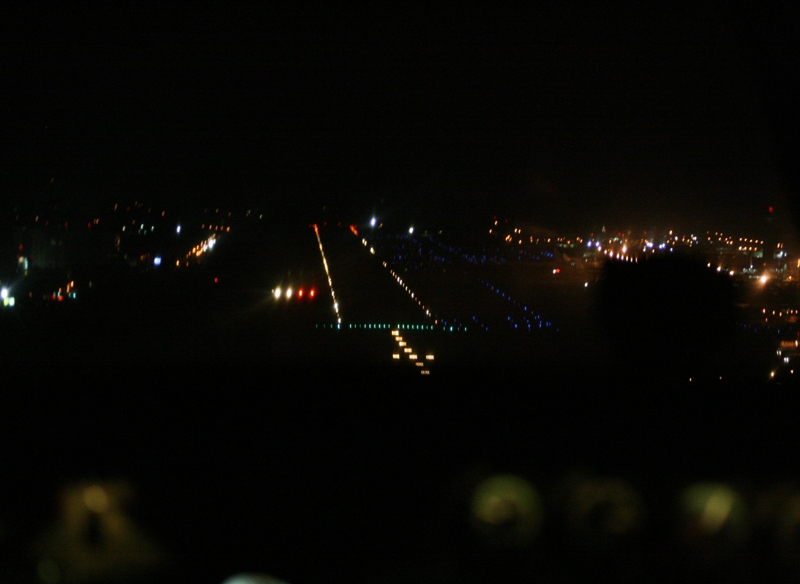
Pista d'aterratge